# Dana Walsh
Dana Walsh est un personnage fictif de la série télévisée 24 heures chrono, interprété par Katee Sackhoff et apparaissant dans la huitième saison.

## Apparition
Dana est récurrente dans la saison 8 et apparaît dans presque tous les épisodes ; à partir de l'épisode 20, on ne la voit que sur une vidéo, avec un agent russe, Pavel Tokarev.

## Action du personnage
C'est une analyste à la cellule anti-terroriste de New York, comme Chloe O'Brian, avec qui elle travaille. Dana s'apprête à épouser Cole Ortiz — le chef des opérations de terrain — mais elle cache un secret : elle ne s'appelle pas Dana Walsh, mais Jenny Scott, et a un lourd passé.
On apprend dans l'épisode 13 qu'elle collabore avec les terroristes et que son histoire fait partie de sa couverture.
Elle est abattue de sang froid par Jack dans l'épisode 20 après lui avoir remis des preuves concernant les commanditaires de l'assassinat de Renee Walker.